# Роцано
Роца̀но (на италиански: Rozzano, на западноломбардски: Rozzan, Роцан) е град и община в Северна Италия, провинция Милано, регион Ломбардия. Разположен е на 103 m надморска височина. Населението на общината е 42 341 души (към 2010 г.).